# Темз (футбольний клуб)
«Темз» (англ. Thames A.F.C.) — колишній англійський футбольний клуб з Лондона. Заснований 1928 року, розформований 1932.

## Назва
На відміну від інших АФК, таких як Сандерленд, термін Асоціація спочатку був, як частину назви клубу — тобто «Асоціація Темза» або ФК «Темза Асоціація». «Асоціація» була скорочена після приєднання до футбольної ліги, давши команді більш відому назву Thames AFC.
- 1928 — Thames Association FC
- 1930 — Thames AFC
- 1932 — розформований

## Кубок Англії
Виступи в Кубку Англії:
- 1 коло: 1929/30, 1930/31, 1931/32

## Статистика виступів в чемпіонатах
| Англія (1928—1932) |                                          |        |    |    |   |    |    |     |     |    |       |
| Сезони             | Ліга                                     | Рівень | І  | В  | Н | П  | ЗМ | ПМ  | +/- | О  | Місце |
| 1928/29            | Північна футбольна ліга (Західна секція) | –      | 36 | 13 | 5 | 18 | 67 | 74  | -7  | 31 | 14.   |
| 1929/30            | Північна футбольна ліга (Західна секція) | –      | 32 | 17 | 6 | 9  | 80 | 60  | +20 | 40 | 3.    |
| 1930/31            | Третій дивізіон — Південь                | 3      | 42 | 13 | 8 | 21 | 54 | 93  | -39 | 34 | 20.   |
| 1931/32            | Третій дивізіон — Південь                | 3      | 42 | 7  | 9 | 26 | 53 | 109 | -56 | 23 | 22.   |